# Боу (озеро)
Боу (англ. Bow Lake) — ледниковое озеро в Национальном парке Банф (Альберта) в Скалистых горах, Канада, исток реки Боу. Общая площадь 2,8 км², максимальная глубина 51 м, высота над уровнем моря — 1920 метров.

## География
Озеро Боу расположено на западе провинции Альберта, в северной части национального парка Банф. Длина озера достигает 2,4 км, максимальная ширина — 1 км, общая площадь — 280 га. Максимальная глубина озера составляет 51 м. Бо́льшую часть своей воды получает из ледника Боу — отрога ледниковых полей Уапта. В своей южной части озеро Боу сужается, давая начало одноименной реке.
Популярный туристический объект. Вдоль восточного берега озера проходит шоссе Айсфилдс, пользующееся известностью у туристов. На берегу озера расположены гостиница Num-Ti-Jah Lodge, видовые площадки, оно также популярно у рыбаков.

## Животный мир и экология
В озере Боу обитает несколько видов лососёвых рыб, включая гольца-кристивомера, горного валька (два основных вида) и американского сига. В верховьях реки Боу, включая озеро Боу, встречаются американский голец, радужная форель, большеголовый голец и подвид лосося Кларка Oncorhynchus clarkia lewisi. Совет бассейна реки Боу называет в качестве вероятных видов, обитающих в глубоких озёрах в её верховьях, также чукучана (Catostomus catostomus) и ручьевую колюшку. На вылов рыбы в водах озера Боу наложены ограничения — не более двух рыб вне зависимости от вида на человека. Пищей более мелким лососёвым, представленным в озере Боу, служат планктонные ракообразные, самым крупным из которых является Hesperodiaptomus arcticus из отряда каланид; другой распространённый вид рачков — Daphnia middendorffiana.
Несмотря на внешнюю красоту озера, экологическая обстановка в его районе неблагополучна. Начиная с 1992 года в его водах, а также в организмах обитающих в нём рыб, учёные находят следы стойких органических загрязнителей, включая ДДТ, пентахлорбензол, гексахлорбензол и токсафен. Загрязнители попадают в озеро, по-видимому, с талой водой (из тающего снега весной и с ледника летом).